# Арно Гильом IV де Монлезён

Графство Пардиак на карте Гаскони (зелёным)

Арно-Гийлем IV (Arnaud-Guilhem IV), Арно-Гильом де Монлезен (Arnaud Guillaume de Montlezun) (ум. 16 августа 1379) — граф Пардиака.
Историческое исследование L’art de vérifier les dates des faits historiques, des chartes…, Том 2 говорит, что Арно-Гийлем IV наследовал отцу в 1353 году, был буйного нрава, и решением Парламента графство Пардиак было конфисковано в пользу короны, но после его смерти возвращено дочери.
Первая жена — Контесса де Дюрфор (ум. до 04.11.1349), дочь Бернара де Дюрфора, сеньора де Фламаран и его жены Режин де Гот.
Вторая жена — Леонор де Перальта.
Третья жена — Мабиль д’Альбре (после 1346 — не ранее 1380), дочь Аманьё д’Альбре и Амабиль д’Эскуссен де Лангуаран.
Дети (от второй жены):
- Жан (умер в детском возрасте)
- Анна де Монлезен, графиня Пардиака, муж (брачный контракт от 19 января 1380) — Жеро д’Арманьяк (виконт Фезансаге).